# Davenport (Dakota du Nord)
Pour les articles homonymes, voir Davenport.
La ville de Davenport est située dans le comté de Cass, dans l’État du Dakota du Nord, aux États-Unis. Sa population s’élevait à 252 habitants lors du recensement de 2010, estimée à 265 habitants en 2018.

## Histoire
Davenport a été établie en 1882 quand le chemin de fer a été prolongé jusqu’à ce lieu. La localité a été nommée d’après Mary Buckland Claflin, née Davenport, seconde épouse de William Claflin, le gouverneur du Massachusetts. Davenport dispose d’un bureau de poste depuis 1882 .

## Démographie
| 1890 | 1900 | 1910 | 1920 | 1930 | 1940 |
| ---- | ---- | ---- | ---- | ---- | ---- |
| 437  | 426  | 226  | 214  | 205  | 147  |

| 1950 | 1960 | 1970 | 1980 | 1990 | 2000 |
| ---- | ---- | ---- | ---- | ---- | ---- |
| 150  | 143  | 147  | 195  | 218  | 261  |

| 2010 | - | - | - | - | - |
| ---- | - | - | - | - | - |
| 252  | - | - | - | - | - |

## Source
- (en) Cet article est partiellement ou en totalité issu de l’article de Wikipédia en anglais intitulé « Davenport, North Dakota » (voir la liste des auteurs).

1. ↑  (en) Tim Hoheisel et Andrew R. Nielsen, Cass County, Arcadia Publishing, 2007, 127 p. (ISBN 978-0-7385-4145-7, lire en ligne), p. 81
2. ↑  (en) U S Congress, Congressional Record, V. 153, PT. 10, May 22. 2007 to June 5, 2007, Government Printing Office, novembre 2010, 1270 p. (ISBN 978-0-16-087121-4, lire en ligne), p. 310
3. ↑  (en) « Cass County » [archive du 22 novembre 2015], Jim Forte Postal History (consulté le 24 octobre 2015)
4. ↑  (en) « Population and Housing Unit Estimates » (consulté le 18 juin 2019)
5. ↑  (en) Bureau du recensement des États-Unis, « Census of Population and Housing » (consulté le 21 juillet 2013)
6. ↑  (en) « Population Estimates », Bureau du recensement des États-Unis (consulté le 18 juin 2019)
7. ↑  (en) « Statistiques des États-Unis - Dakota du nord - Profils des comtés de 2010 » (consulté en juin 2021)